# Pyrausta pantoppidani
Pyrausta pantoppidani là một loài bướm đêm trong họ Crambidae.